# Saint-Front-la-Rivière
Saint-Front-la-Rivière település Franciaországban, Dordogne megyében. Lakosainak száma 497 fő (2022. január 1.). Saint-Front-la-Rivière Saint-Pardoux-la-Rivière, Milhac-de-Nontron, Villars, Quinsac és Sceau-Saint-Angel községekkel határos.

## Népesség
A település népessége az elmúlt években az alábbi módon változott:
| Lakosok száma | 570  | 541  | 559  | 534  | 516  | 528  | 518  | 497  | 498  | 497  |
|               | 1968 | 1982 | 1990 | 2006 | 2013 | 2015 | 2017 | 2019 | 2020 | 2022 |